# Apalonia athetoides
Apalonia athetoides (лат.) — вид жуков-стафилинид рода Apalonia из подсемейства Aleocharinae. Французская Гвиана.

## Описание
Мелкие коротконадкрылые жуки. Длина тела 2,1 мм. Тело в основном чёрно-коричневое; надкрылья жёлто-коричневые; ноги красновато-жёлтые. Глаза при виде сверху длиннее постокулярной области. Второй антенномер короче первого, от четвертого до десятого поперечные. Зернистость переднеспинки и надкрылий плотная и не очень выраженная. Этимология: название нового вида означает «сходный с Atheta» — родом Aleocharinae из трибы Athetini.  Формула лапок 4-5-5. Голова с отчетливой шеей. Максиллярные щупики состоят из 4 члеников, а лабиальные щупики из 3 сегментов.
Вид был впервые описан в 2015 году итальянским энтомологом Роберто Пейсом (Roberto Pace; 1935—2017) по материалам из Южной Америки (Французская Гвиана).